# Ecchloropsis
Ecchloropsis, en chino simplificado, 霞青尺蛾, es un género de polillas monotípico perteneciente a la familia Geometridae. El género fue descrito por primera vez por Louis Beethoven Prout en 1938. Su única especie, Ecchloropsis xenophyes se distribuye con endemismo en la provincia de Sichuan, China.

## Descripción
Las antenas tienen forma bipectinadas, con púas en forma de peine que salen de la mitad inferior de cada antena y se acortan gradualmente hacia la punta. La frente, con escamas rugosas, y los palpos labiales son de color marrón rojizo. La mitad frontal de la cabeza es blanca, con una estrecha banda marrón en el medio. El tórax es de color verde grisáceo.

### Alas
La longitud del ala anterior es de 16 milímetros (0,6 plg). El ápice del ala anterior es puntiagudo, ligeramente ganchudo. El ápice del ala posterior es redondeado. El ala anterior es de color verdosa, y la mitad de la base del ala posterior es verde más claro. El borde frontal del ala anterior es de color marrón amarillento, con manchas marrones. El vello del borde del ala es blanco amarillento. El punto discal del ala posterior es más pequeño que el del ala anterior. El dorso del ala delantera es mayormente verdosa, con un poco de marrón disperso y del ala trasera son verde claro y blanco. Ambas alas tienen pequeños puntos medios marrones.